# Paripocregyes fuscovittatus
Paripocregyes fuscovittatus är en skalbaggsart som beskrevs av Stefan von Breuning 1938. Paripocregyes fuscovittatus ingår i släktet Paripocregyes och familjen långhorningar. Inga underarter finns listade i Catalogue of Life.